# Exomalopsis paitensis
Exomalopsis paitensis là một loài Hymenoptera trong họ Apidae. Loài này được Cockerell mô tả khoa học năm 1926.